# Carlo Gourlaouen
Carlo Gourlaouen (* 27. Juli 1899; † September 1946 in Airolo) war ein Schweizer Skisportler.
Gourlaouen belegte bei seiner einzigen Teilnahme an Olympischen Winterspielen im Februar 1928 in St. Moritz im Skilanglauf den 22. Platz über 50 km. Bei den Nordischen Skiweltmeisterschaften 1930 in Oslo konnte er, im Dienstgrad eines Gefreiten und vom Skiclub Airolo, das 17-km-Rennen im Skilanglauf nicht beenden, belegte aber im Teamwettbewerb der Militärpatrouillen über 28 km gemeinsam mit Gefreiter Riccardo Jelmini, Oberleutnant Franz Kunz und Feldwebel Hans Zeier den vierten Platz.
Bereits Mitte Februar 1926 hatte Gourlaouen beim 20. Grossen Skirennen der Schweiz in Wengen in der III. Klasse der Senioren im Skilanglauf über 18 km den ersten Platz erreicht. 1932 nahm er auch am 26. Grossen Skirennen der Schweiz in Zermatt teil und konnte in der Altersklasse I den dritten Platz einfahren. Alphonse Julen wurde dabei Erster.